# California (Powers)
California è una scultura neoclassica in marmo dello scultore statunitense Hiram Powers, realizzata nel 1858. L'opera, che oggi è conservata al Metropolitan Museum of Art di New York, fu la prima statua di un artista statunitense a entrare nelle collezioni del museo.

## Storia

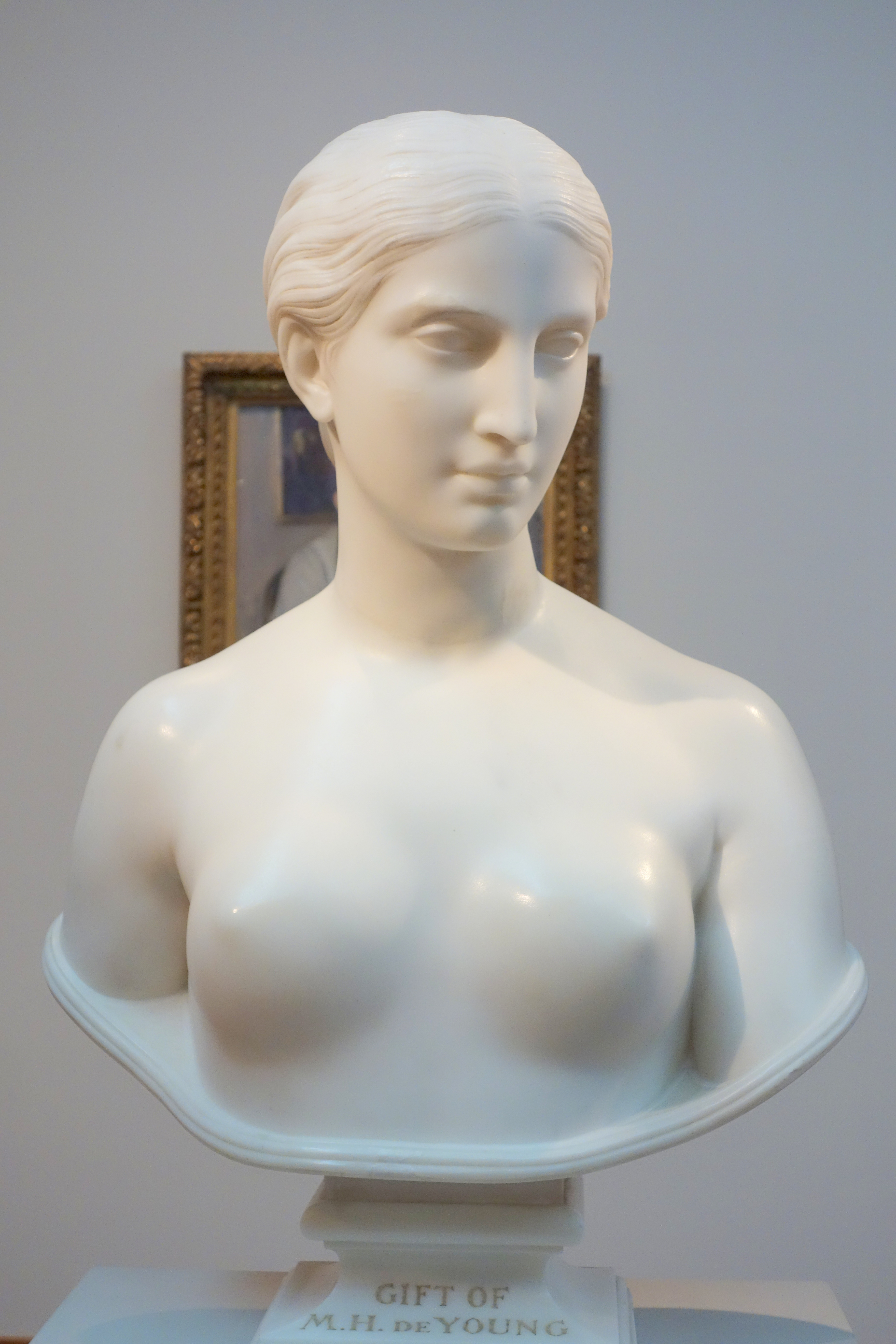
Un busto dell'opera al museo De Young di San Francisco.

Tra la prima e la seconda metà del diciannovesimo secolo, l'utilizzo di nudi femminili scultorei come allegorie di luoghi specifici era una moda artistica prevalente. Hiram Powers, già famoso per la sua scultura La schiava greca, iniziò a lavorare a una statua che simboleggiasse la corsa all'oro californiana allora in corso. Powers era entusiasta di questo progetto e iniziò a lavorare alla statua prima ancora di ottenere i finanziamenti necessari. Inizialmente l'opera doveva trovarsi a Sutter's Mill, dove le pagliuzze d'oro che diedero inizio alla corsa all'oro erano state trovate all'inizio del 1848. Powers iniziò a lavorare alla California nel 1850 e nel 1855 aveva completato un calco in gesso per la scultura, che verrà completata nel 1858. Dall'opera a figura intera l'artista trasse dei busti, uno dei quali oggi si trova al museo De Young di San Francisco e un altro al museo d'arte Chrysler di Norfolk.
Invece di essere inviata in California, come originariamente previsto, l'opera fu terminata su commissione per il magnate degli affari nuovaiorchese William Backhouse Astor. Nel 1872, Astor donò la statua al museo novaiorchese allora aperto da poco, divenendo la prima opera scultorea statunitense a esservi esposta.

## Descrizione
California ritrae una donna giovane in piedi, completamente nuda e ritratta con dignità. Ella tiene nella mano sinistra una verga da rabdomante (un oggetto che si credeva potesse localizzare i sedimenti aurei), incrociata di fronte al suo corpo, mentre la sua mano destra regge un ramo pieno di spine. Questi due simboli rappresentano l'opportunità apparente e i pericoli nascosti delle terre seducenti della California. Dietro la figura, a destra, si erge una colonna di quarzo; dato che l'oro spesso veniva trovato tra i giacimenti di quarzo, la rappresentazione del minerale simboleggia l'abbondanza minerale della California, sia lo stato che la statua.